# Bobby Julich
Bobby Julich (Corpus Christi, 18 novembre 1971) è un ex ciclista su strada e dirigente sportivo statunitense. Professionista dal 1992 al 2008, ha vinto la medaglia d'argento a cronometro ai Giochi olimpici di Atene nel 2004 e si è classificato terzo al Tour de France 1998.

## Carriera
Buon scalatore e ottimo cronoman, visse la stagione migliore nel 1998, quando giunse terzo nella classifica finale del Tour de France alle spalle di Marco Pantani e Jan Ullrich. Non riuscì più a ripetere una simile performance in altre circostanze, anche perché, nelle edizioni successive della Grande Boucle, fu gregario prima di Jan Ullrich al Team Telekom e poi di Ivan Basso al Team CSC. Si ritirò dall'attività al termine della stagione 2008.
In carriera colse diciassette successi: tra essi i trionfi nella Parigi-Nizza e nell'Eneco Tour, entrambi nella stagione 2005, grazie ai quali concluse al nono posto nella classifica mondiale UCI ProTour di quell'anno. Nel 2004 conquistò la medaglia di bronzo nella prova a cronometro ai Giochi olimpici di Atene; la medaglia venne poi commutata in argento dal Comitato Olimpico Internazionale in seguito alla squalifica del vincitore, lo statunitense Tyler Hamilton.
Nell'ottobre 2012, dopo aver ammesso di aver fatto uso di doping nella sua carriera ciclistica, si dimette dall'incarico di race coach presso il team Sky, incarico che ricopriva da due anni. Dal maggio 2013 ha lavorato per la BMC Racing come allenatore (in particolare di Taylor Phinney) mentre nel novembre 2014 la Tinkoff-Saxo ha annunciato il suo ingaggio come allenatore capo (head coach). In precedenza, nel 2009, Julich aveva già collaborato con Bjarne Riis come allenatore in gara (race coach) presso il Team Saxo Bank. Dal 2016 al 2018 è quindi nello staff tecnico del team Continental Holowesko-Citadel.

## Palmarès
- 1994

1ª tappa Cascade Classic
5ª tappa Cascade Classic
13ª tappa Fresca Classic
- 1997

2ª tappa, 1ª semitappa, Route du Sud (Martres-Tolosane > Saint-Gaudens)
2ª tappa, 2ª semitappa, Route du Sud (Saint-Gaudens, cronometro)
5ª tappa, 2ª semitappa, Tour de l'Ain (Bourg-en-Bresse, cronometro)
Classifica generale Tour de l'Ain
- 1998

Classifica generale Critérium International
- 2004

5ª tappa, 2ª semitappa, Giro dei Paesi Baschi (Lazkao > Lazkao, cronometro)
LuK Challenge (cronocoppie, con Jens Voigt)
- 2005

Classifica generale Parigi-Nizza
3ª tappa Criterium International (Charleville-Mézières, cronometro)
Classifica generale Critérium International
LuK Challenge (cronocoppie, con Jens Voigt)
7ª tappa Eneco Tour (Etten-Leur, cronometro)
Classifica generale Eneco Tour
- 2006

Prologo Parigi-Nizza (Issy-les-Moulineaux, cronometro)

### Altri successi
- 2000

Critérium de Vayrac
- 2001

5ª tappa Tour de France (Verdun > Bar-le-Duc, cronosquadre)
- 2005

5ª tappa Tour Méditerranéen (Bouc-Bel-Air > Berre-l'Étang, cronosquadre)
Classifica a punti Critérium International
Profronde van Pijnacker
- 2006

5ª tappa Giro d'Italia (Piacenza > Cremona, cronosquadre)
Eindhoven Team Time Trial (cronosquadre)
- 2007

Eindhoven Team Time Trial (cronosquadre)
2ª tappa Deutschland Tour (Bretten, cronosquadre)

## Piazzamenti

### Grandi Giri
- Giro d'Italia

2006: 92º
- Tour de France

1997: 17º
1998: 3º
1999: ritirato
2000: 48º
2001: 18º
2002: 37º
2004: 40º
2005: 17º
2006: ritirato (7ª tappa)
- Vuelta a España

1996: 9º

### Competizioni mondiali
- Campionati del mondo

Duitama 1995 - In linea Elite: ritirato
Lugano 1996 - In linea Elite: 11º
Hamilton 2003 - Cronometro Elite: 13º
Hamilton 2003 - In linea Elite: ritirato
Madrid 2005 - Cronometro Elite: 11º
Stoccarda 2007 - In linea Elite: ritirato
- Giochi olimpici

Atene 2004 - In linea: 27º
Atene 2004 - Cronometro: 2º